# Église Sainte-Agnès d'Amsterdam
Pour les articles homonymes, voir Église Sainte-Agnès.
L'église Sainte-Agnès (en néerlandais : Sint-Agneskerk) est une église catholique d'Amsterdam aux Pays-Bas où se célèbre le rite tridentin dit forme extraordinaire du rite romain, c'est-à-dire en latin. Elle est administrée par les prêtres de la fraternité sacerdotale Saint-Pierre en accord avec l'évêque d'Amsterdam, Mgr Punt.

## Historique

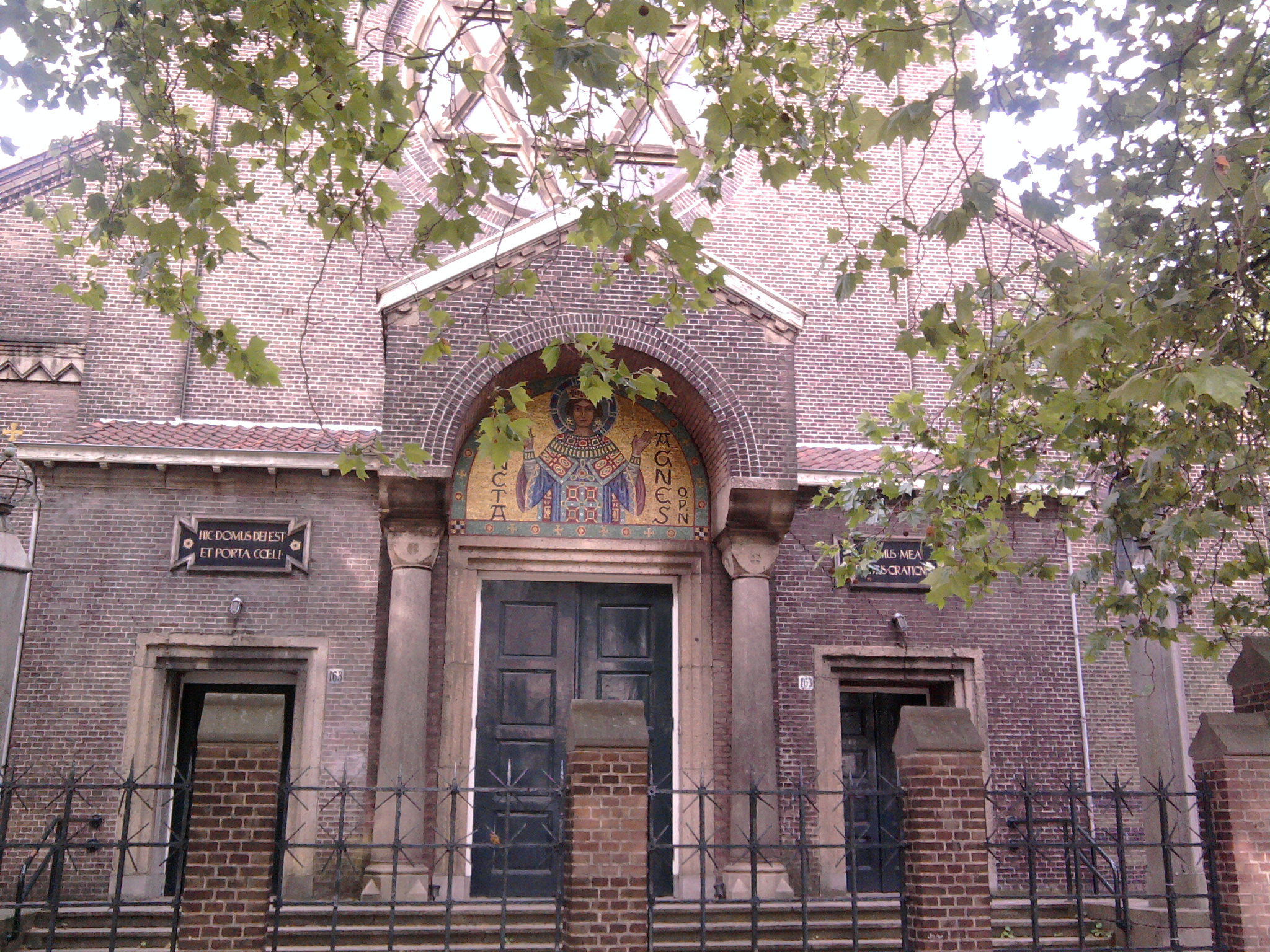
Entrée de l'église Sainte-Agnès

L'église, consacrée à sainte Agnès, est construite de 1913 à 1931 selon les plans de l'architecte Jan Stuyt en style néoroman. Elle est inscrite aux monuments du patrimoine historique depuis 1996 (Rijksmonument). Du fait de la chute drastique de la pratique religieuse aux Pays-Bas depuis les années 1960, l'église devait fermer ses portes. L'évêque de Haarlem-Amsterdam a alors décidé en 2011 de la confier à la Fraternité Saint-Pierre qui a accepté la charge, entraînant ainsi la restauration du culte et de la vie paroissiale.
L'église est surtout connue pour sa décoration intérieure, comme ses fresques, ses mosaïques et ses vitraux de l'abside, œuvres de Joep Nicolas. L'abside devant laquelle se trouve le maître-autel est particulièrement remarquable avec sa décoration de pampres et de vignes. 
L'orgue, datant de 1932, est issu de la maison Clavaux.